# Stânca (okręg Tulcza)
Stânca – wieś w Rumunii, w okręgu Tulcza, w gminie Casimcea. W 2011 roku pozostawała niezamieszkana.